# Качлін
Качлін (пол. Kaczlin) — село в Польщі, у гміні Серакув Мендзиходського повіту Великопольського воєводства.
Населення — 370 осіб (2011).

## Демографія
Демографічна структура станом на 31 березня 2011 року:
|          | Загалом | Допрацездатний вік | Працездатний вік | Постпрацездатний вік |
| -------- | ------- | ------------------ | ---------------- | -------------------- |
| Чоловіки | 195     | 61                 | 118              | 16                   |
| Жінки    | 175     | 47                 | 99               | 29                   |
| Разом    | 370     | 108                | 217              | 45                   |